# Замотин, Александр Михайлович
Александр Михайлович Замотин (1922 год — 2000 год) — токарь Московского завода «Эра» Министерства электронной промышленности СССР. Герой Социалистического Труда (1974).
Участник Великой Отечественной войны. 
В своей трудовой деятельности добился высоких показателей. В 1973 году досрочно выполнил личные социалистические обязательства и плановые производственные задания. Указом Президиума Верховного Совета СССР (с грифом «не подлежит опубликованию») от 16 января 1974 года «за выдающиеся успехи в выполнении и перевыполнении планов 1973 года и принятых социалистических обязательств» удостоен звания Героя Социалистического Труда с вручением ордена Ленина и золотой медали Серп и Молот.